# 섹깁메이역
섹깁메이역 (중국어 정체자: 石硤尾, 광둥어 예일: Sehk gip méih, Shek Kip Mei)은 홍콩 MTR 군통 선의 지하철역이다. 섹깁메이에 위치해 있다.
군통 선 개통 초창기 시절이었던 1979년 10월 1일부터 1979년 12월 31일까지는 종착역으로 기능하였다 (섹깁메이-군통). 더불어 홍콩 지하철에서 가장 오래된 역 중 하나이기도 하다.

## 역 구조
섬식 승강장이 하나인 2면 2선 구조의 역이다.

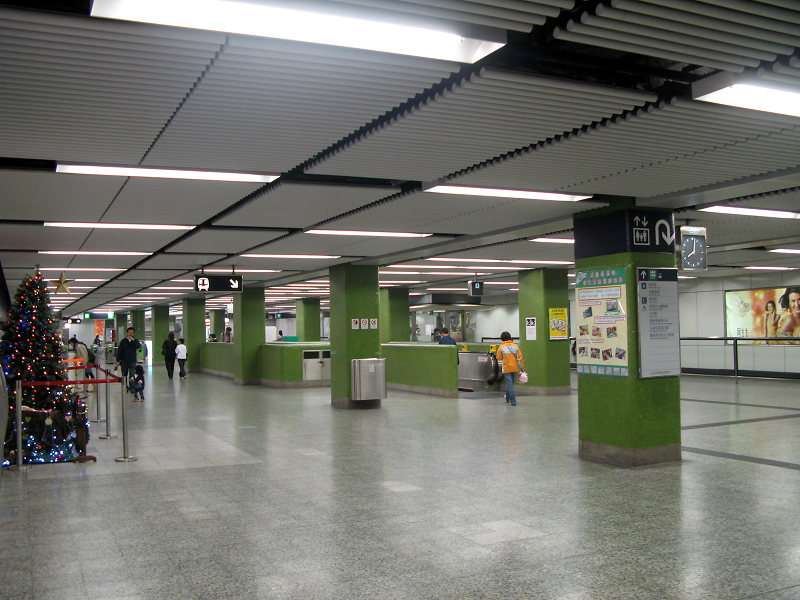
섹깁메이 역 대합실

| G         | 지상                       | 출입구                               |
| L1        | 대합실                     | 고객 서비스, MTR샵                   |
| L1        | 대합실                     | 자판기, ATM                          |
| L2 승강장 | 승강장 1                   | → 군통선 티우겡렝 방면 (가우룽통) →  |
| L2 승강장 | 섬식 승강장, 오른쪽문 열림 |                                      |
| L2 승강장 | 승강장 2                   | ← 군통선 웡보 방면 (프린스 에드워드) |

## 출입구
- A: 워자이 가
- B1: 워자이 가
- B2: 타이항 서부주택지구
- C: 섹깁메이 북부주택지구